# Lars Nilsson (avrättad)
Lars Nilsson var en same som dömdes 1693 för trolldom och avrättades för att ha varit anhängare av den gamla samiska religionen vid tiden för kristnandet av samerna i Sverige. Det var en av landets sista häxprocesser och kan betraktas som en form av kättarprocess mot den "hedniska" religionen. Såvitt känt är han den ende same som i Sverige avrättats för sin tro.

## Bakgrund
Samen Lars Nilsson i Norra Västbyn i Pite lappmark misstänktes omkring 1691 för trolldom. Han hade upptäcks av sju män på uppdrag av kaplanen i Silbojokks församling Pehr Noræus. Återkomna underrättade de Noraæs och dennes far pastor Eric Noræus.
Samerna meddelade att Lars vid sin kåta uppsatt ett offerställe, "liksom en teater" med trästatyetter som föreställde de samiska gudarna. Intill detta offerställe hade de funnit Lars och hört och sett honom knäböja "ganska illa Siunga och yhla. Jembwäl på sin Spåtrumma häfftigdt Speela, öfwer een sin Sonasohn om sine 6 åhr...den där samma dagh" omkommit och drunknat i en brunn.
Lars hade "Sungit och på Trumman slagit att spå lifwet i honom, hwar medh han platt intet uträtta kunnat". Han "achtade dem [de utsända samerna] intet, Ehuru dhe honom åtwarna månde medh slicht Ogudachtigdt och Öfwerdådigt lefwerne och diefwulska Giärning att afstå, in till dess dhe nödsakades honom Trumman wåldsamligen att afhända..." Då blev Lars elak till sinnes, nappade efter kniven och överföll männen med "skamlösa Expressioner", som om de varit orsaken till att sonsonen drunknat emedan de hindrat honom fullborda sin avsikt.
När de utsända återvände till offerlaven, hade Lars där ställt upp tre statyetter eller ikoner av samiska gudar och en torsvigg av trä, där han offrat horn och alla andra ben av två renar samt ben av ett föl och en oxe, med vilkas blod han bestrukit statyetterna. När männen tog ned gudabilderna från offerlaven, ropade Lars med hög röst på samiska en bön att Tor eller åskan (till vars ära ett av träikonerna var uppsatt) måtte slå ned på de utsända männen med blixt och dunder.
Lars skickade sin son till byn Torpenjaur, en mil bort, för att hämta förstärkning. De utskickade männen gav sig emellertid av innan förstärkningen anlände och med sig tog de Lars trumma, hans gudar och en fölhud. Föremålen lämnade de till kyrkoherden Erik Noreaus och hans son, kaplanen Pehr Noraeus.
"Beskickade Lars Nilsson een sin ogifft Son Nills Larson till nästliggiande by ... i den mening och uppsåth att i samma by anskaffa och ihopsambla något folk sigh till hiälp, hans Trumma och afgudar att defendera, jämbwäl dem utskicka dom dräpa, och i Elfwen kasta låta. Men desse utskickade lappar detta förnimmandes skynda sigh där ifrån, til widermähle tagandes medh sigh trumman, Trägudarne och Fohlshuden, och bärandes dem till Sillbo Joch Prästerskap, kyrkioherden Hr Erich Noraeum och dess Sohn Hr Peder Noraeum."

## Häxprocessen
När Lars rannsakades ställdes gudaikonerna samt "Torwiggen" av trä, som han offrat till, inför rätten. På rättens fråga svarade Lars att dessa "avguderier", som de kallades av rätten, som han hittills utövat, "warit honom mycket nyttige och gagnelige" särskilt de tre senaste åren,
"Tå een stoor Siukdom och dödh öfwergick hans boskap af Reenar. Då hade han åtskilliga gånger stått på sina knän med upplyfta händer och anropat den Allrahögste Guden utj himmelen om hielp och bijstånd, att hans Boskap icke måtte utrootade warda ... lijkwäl skal det honom ingalunda kunnat hiälpa utan dymedelst blifwandes förorsakat att söka och tillgå andre Medell Neml. Trääafgudars tillbidiande Ofrande och Trummespeeel."
När rätten frågar Lars "om sådanne Medel honom något hjälpa kunnat till dess Boskapz lyckligare tilltagande och förökning" svarar han att de har gjort det.
Rätten frågade varför Lars – utom renar – till sina avgudar offrat även en oxe och ett föl. "Av sin SpåTrummas och dess ringars anledningh, och omlöpande på Trummeskinnet" påstod han sig då ha "förmärkt att sådanne Creaturs oppoffrande wore hans Affgudar behageligast..."
Förhöret fortsatte. Lars sade att prästerna ofta sagt till honom att "öfwer all Tingh fruchta och tillbidia den stoore Alzmechtiige Guden uti Himmelen, som Himmel och Jordh och alla Creatur skapat hafwer, men inge Afgudar för honom", och att de hade predikat för honom både offentligt och privat men att det inte varit till någon nytta för honom, och att han "sökt sigh andra Medel förmedelst Afgudars tillbidiande och Offrande" etcetera, vilket han påstår... "warit honom till mycken bättre fromma, och sin Boskapz wähltrefnad..."

## Dom och avrättning
Lars dömdes "i anseende till sine i långligh tijdh Grofwa och Ohörliga Afgudiska widskieppelsers föröfwande" till livsstraff enligt Guds och världslig lag, nämligen 2 Mos. kap 22 och 5 Mos. kap. 13 samt Västerås ordinantia av år 1527 m.m. Domen underställes Svea hovrätt och fastställdes den 26 april 1692.
Innan han brändes på bål, satt han i fängelse där han fick undervisning i kristendomen, Guds bistånd och den eviga själens salighet. I ett brev från Hovrätten till landshövding Gustaf Douglas skrivet i början på juni 1692, står det att exekutionen av Lars inte får verkställas förrän han blivit sant omvänd och visat botgöring. I december skriver landshövding Douglas till Hovrätten att Lars verkar omvänd och ska därför sona sitt brott tillsammans med sina trägudar på marknaden efter jultiden.
Nästa år, 1693, brändes Lars av allt att döma levande på bål i Arjeplog med sin trumma och sina gudabilder. Det berättades att han besteg bålet "med en undersam frimodighet". När han fördes ut på avrättningsplatsen fick han frågan om vad han tänkte. Han svarade att han var fri från sina synder. Därefter tog han nattvarden och steg upp på bålen där hans trägudar redan låg och ropade på samiska: "Jesus, tag nu min själ".
Detta var förmodligen den sista gången en människa avrättades med denna metod i Sverige.